# Kanal D2
Kanal D2 este al doilea canal al holdingului Doğan Media International, care deține postul TV Kanal D România. A înlocuit București TV, post deținut de Best Mix Media, care mai deține Travel Mix Channel, 24 Mix Teleshop și Party Mix. A fost lansat pe 27 martie 2023 în teste la ora 9:20 iar oficial a fost lansat pe 2 aprilie 2023 la ora 19:00. Transmite sezonul 8 al emisiunii Bravo, ai stil! și Yanxi, palatul suspinelor (care a fost mai înainte transmis de TVR 1). Este disponibil pe toate rețelele de cablu unde a fost înainte București TV.
Pe 10 noiembrie 2022, conform tvmania.ro, a fost anunțat că postul Kanal D2 va înlocui București TV, și conform aceleași surse va transmite seriale de epocă, seriale de dramă, seriale de acțiune, filme artistice și filme românești.
Postul Kanal D2 a fost lansat pe 2 aprilie 2023, în cinstea celei de-a 16-a  aniversări a Kanal D și a transmis sezonul 8 al emisiunii Bravo, ai stil!, mutat de la Kanal D România, la Kanal D2.